# لور كلدكت (بيدفوردشير)
لور كلدكت (بالإنجليزية: Lower Caldecote)‏ هي قرية تقع في المملكة المتحدة في شرق انجلترا.